# Simon Árpád
Simon Árpád (Tápiógyörgye, 1927 – Budapest, 2018. október 13.) Tihany életműdíjas artistaművész, tréner.

## Élete
A csepeli repülőgépgyárban Messerschmitt repülőgépeket és bombákat szerelt össze, majd miután 1947-ben hazajött a frontról, a Magyar Optikai Műveknél helyezkedett el szerszámkészítő inasként, ahol egy kollégája hatására belépett az Elektromos Művek tornacsapatába. 1947-ben tette le az artistavizsgát, és egy gúlacsoporttal járta az országot, többször léptek fel a legendás Aranycsapat mérkőzései előtt.
Akrobatikus és perzs-számmal, öccsével, Tiborral trapézszámban, feleségével pedig handstand- és létraszámban lépett fel többek között Dél-Amerikában, Pápua Új-Guineában, Európa országaiban és a Szovjetunióban is. Az aktív munkát az 1990-es évek elején hagyta abba, majd a Baross Imre Artistaképző Akadémia tanára lett. A Mi ez a cirkusz? című 2016-os fikciós dokumentumfilmben saját magát alakította. Munkásságát a cirkuszi szakma a Fővárosi Nagycirkuszban Tihany életműdíjjal jutalmazta.

## Díjai
- Tihany életműdíj (2017)